# Nucleus suprachiasmaticus
De nucleus suprachiasmaticus is een kleine groep neuronen (zenuwcellen) in de zona periventricularis van de hypothalamus.
Deze kern wordt als een belangrijke schakelfactor bij het bioritme gezien. Wanneer bij proefdieren de nucleus suprachiasmaticus wordt verwijderd blijken deze dieren een verstoord bioritme te ontwikkelen. De nucleus suprachiasmaticus krijgt via visuele informatie over de omgeving en wordt daardoor telkens bijgesteld. Hierop stimuleert deze kern de epifyse die op haar beurt weer het hormoon melatonine afgeeft. Dat de ogen een belangrijke factor in de werking van de nucleus suprachiasmaticus zijn blijkt uit de verstoorde slaapritmes van blinden. 
De visuele stimuli worden vanuit de retinale ganglioncellen via de tractus retinohypothalamicus naar de nucleus suprachiasmaticus geleid.
De nucleus suprachiasmaticus dankt zijn naam aan zijn ligging: deze kleine groep neuronen ligt boven (supra) het chiasma opticum, waar de gezichtsbanen kruisen.
Een belangrijk onderdeel van het bioritme is het dag- en nachtritme. Verondersteld wordt dat een cyclisch chemisch proces binnen deze kern verantwoordelijk is voor dit ritme. Wanneer het donker wordt, geven speciale lichtreceptoren in de ogen een signaal aan de nucleus suprachiasmaticus, waardoor twee verschillende eiwitten (soms timeless en period genoemd) zich verbinden. Dit proces gaat de hele nacht door. Zodra de ogen weer licht waarnemen, wordt het samengaan van deze eiwitten geblokkeerd. Vanaf dat moment beginnen de verbonden eiwitten langzaam uit elkaar te vallen in hun oorspronkelijke twee vormen. Tegen de avond is dit proces volledig afgerond. Zodra het opnieuw donker wordt, herhaalt deze cyclus zich. Het verbinden en weer loslaten van de beide eiwitten kan het beste gezien worden als een zandloper, die bij het begin van het licht en van het donker worden wordt omgedraaid. Blootstelling aan fel licht laat in de avond of totale verduistering van de slaapkamer in de ochtend, kan dit proces beïnvloeden. Bij een te verwachten jetlag, kan het lichaam zo al voorbereid worden op het nieuwe ritme en eenmaal op de plaats van bestemming is blootstelling aan daglicht een goede remedie om de jetlag op te lossen.